# René de Froulay de Tessé
René III de Froulay, conde de Tessé (Le Mans, Francia 14 de mayo de 1648-Yerres, Francia 30 de marzo de 1725), fue un militar y diplomático francés Mariscal de Francia, general de galeras de Francia, primer ayudante de cámara, grande de España y embajador de Francia en Roma y Madrid.

## Carrera militar
Tessé nació en Le Mans, hijo de Jean de Beaumanoir y Madeleine de Maugé; su hermano menor fue Philibert-Emmanuel de Froulay, quien llegó a mariscal de campo.
En 1670 luchó en la guerra franco-neerlandesa y más adelante, como oficial de dragones, alrededor de 1685, participó activamente en las Dragonadas dirigidas contra los hugonotes. También colaboró en la cruel y metódica devastación del Palatinado ordenada por el marqués de Louvois entre enero y febrero de 1689.
En 1692 fue ascendido a coronel-general y en 1693 se encargó con éxito de la defensa del castillo de Pinerolo.
Intrigó junto a Jeanne Baptiste d'Albert de Luynes, condesa de Verrue (amante del entonces Duque de Saboya), para que se llevara a cabo un enlace matrimonial entre Luis de Francia y la princesa Adelaida de Saboya.
Se convirtió en mariscal de Francia en 1703 y en 1704 durante la guerra de sucesión española; fue nombrado comandante en jefe de las tropas hispano-francesas en España en sustitución del duque de Berwick.
Su primer cometido fue tratar de resolver el costoso asedio de Gibraltar que había comenzado tras la toma de Gibraltar por la alianza anglo-holandesa en agosto de 1704 y a principios de 1705 seguían sin verse visos de que fuera a solucionarse. El problema, aparte del lento avance de los españoles al mando del marqués de Villadarias, era que las fuerzas anglo-holandesas que defendían la plaza eran continuamente reabastecidas por mar. Tessé estaba convencido de que era necesario tomar Gibraltar y que tal empresa sólo sería posible con el fuerte apoyo de un escuadrón naval francés. La aniquilación en marzo de 1705 de este escuadrón en la Batalla de Marbella puso fin a sus planes y Tessé levantó el asedio sobre Gibraltar a finales de abril.      
Su siguiente acción fue contra la invasión austracista-portuguesa comandada por Henri de Massue, I conde de Galway. Tessé cedió en algunos términos con ellos, pero consiguió contener al ejército aliado en la frontera portuguesa. 
En 1706 fue enviado al Sitio de Barcelona al tiempo que el conde de Toulouse levantaba un bloqueo por mar. A pesar de que la artillería de los sitiadores era escasa, finalmente lograron abrir tres brechas en sus murallas. Pero antes de que Tessé tomara la decisión de invadir la ciudad, la llegada de una flota aliada bajo el mando de John Leake puso en huida a la flota francesa y en la noche del 11 al 12 de mayo Tessé levantó de manera inesperada el asedio y abandonaron en su retirada gran cantidad de armas, municiones y heridos. Esta retirada fue considerado algo vergonzoso y fue relevado del mando de forma inmediata. Como anécdota, habría que citar que durante los días del asedio se produjo un eclipse solar.
En 1707 Tessé evitó la toma de la base naval francesa en Tolón por parte del Príncipe Eugenio de Saboya. El Príncipe había cruzado el río Var el 11 de julio y a pesar de la negligencia e ineficacia mostrada por el  Duque de Saboya, consiguió alcanzar Fréjus y llegó a tomar contacto con la flota británica del almirante Cloudesley Shovell. Pero la procrastinación del duque provocó severos retrasos y dio tiempo a las tropas inglesas enviadas desde España a estrechar el cerco sobre el Mariscal Tessé. 
El 14 de agosto Tessé logró retomar las alturas de Santa Catalina, que habían sido arrasadas por los aliados hacía pocos días. El Príncipe Eugenio se encontró con su retaguardia amenazada y ante las escasas posibilidades de tomar Tolón abandonó el asedio el 22 de agosto y volvió a cruzar el Var tras perder 10.000 hombres en tan calamitosa empresa. Su único resultado positivo fue que, para prevenir que cayeran en manos enemigas, los franceses habían hundido toda la flota atracada en Tolón, unos 50 en barcos en total. Aunque en realidad y a la postre, los principales beneficiados resultaron ser los británicos quienes se aseguraron el control naval sobre el Mediterráneo.

## Carrera diplomática
Entre 1693 y 1696 Tessé llevó a cabo negociaciones secretas con el Duque de Saboya que condujeron al  Tratado de Rijswijk.
En 1708 fue nombrado embajador en Roma.
En 1724 estuvo de embajador en Madrid y convenció al anterior rey Felipe V de España para que retomara el trono tras la muerte de su hijo Luis I. 
El conde de Tessé falleció al año siguiente, en 1725, en Grosbois.